# Cantigamente
Cantigamente (1975) é uma série de filmes portugueses produzidos para a RTP pelo Centro Português de Cinema, a primeira cooperativa de cinema existente em Portugal. A série é constituída por seis filmes de longa-metragem que ilustram a História de Portugal, usando em grande parte imagens de filmes antigos e do arquivo da RTP. 

## Sinopse
Conta-se a história de Portugal a partir do fim da monarquia até à queda do fascismo, com a Revolução dos Cravos. A República Portuguesa é, no essencial, a personagem central desta série. O cinema, o teatro e a música servem de pano de fundo em todos os filmes.
Os filmes:
- Cantigamente n.º 1, de Fernando Lopes
- Cantigamente n.º 2, de António Pedro Vasconcelos
- Cantigamente n.º 3, de José Álvaro Morais
- Cantigamente n.º 4, de Rogério Ceitil
- Cantigamente n.º 5, de Ernesto de Sousa
- Cantigamente n.º 6, de António Escudeiro